# NGC 6027D
NGC 6027D is een spiraalvormig sterrenstelsel in het sterrenbeeld Slang. Het maakt deel uit van het Sextet van Seyfert, maar bevindt zich in werkelijkheid ruim 4,5 keer zo ver weg als de overige stelsels.

## Synoniemen
- UGC 10116
- 7ZW 631
- MCG 4-38-9
- VV 115
- WG 137.10
- HCG 79E
- KUG 1556+208
- PGC 56580